# Nyatoh
Nyatoh er en hård rødlig mørk træsort fra regnskov i sydøstasien, af træer fra slægterne Palaquium og Payena. Træet vokser primært i Indonesien og Filippinerne. 
Nyatoh er let at bearbejde, indfarve og polere. Fra naturens side har nyatoh et højt olieindhold og benyttes derfor både i køkkenindretning, til køkkenbordsplader, og i møbelindustrien.
Industriel skovning af nyatoh er kritiseret af nogle miljøforkæmpere.